# Arte Journal Junior
Arte Journal Junior (eigene Schreibweise: ARTE Journal Junior) ist ein spezielles Nachrichtenformat von Arte, das sich speziell an Kinder zwischen zehn und 14 Jahren richtet (Kindernachrichten). Das Magazin wird seit Februar 2014 am Sonntagmorgen von Dorothée Haffner, Carolyn Höfchen und Magali Kreuzer im Wechsel präsentiert. Seit 2015 ist Frank Rauschendorf zusätzlich im Team. Am 5. September 2016 moderierte Rebecca Donauer die Sendung. Wie bei dem Vorbild Arte Journal werden auch in dieser Jugendausgabe Themen aus Europa und der ganzen Welt behandelt. In jeder Sendung gibt es einen Beitrag, in dem deutsche oder französische Schüler Fragen zu einem aktuellen Thema stellen. Außerdem stellt ein Kind aus einem fremden Land sein Leben, seine Schule und seine Zukunftsträume vor.
Seit dem 7. September 2015 ist zusätzlich immer montags bis freitags gegen 7:30 Uhr im linearen Fernsehen eine Ausgabe der Kindernachrichten zu sehen. Online sind die Folgen stets am Vortag ab 18:30 Uhr abrufbar. Dieses Format besteht aus zwei Beiträgen täglich sowie einer fünfteiligen Reihe innerhalb eines ausgewählten Themenkomplexes über das aktuelle Weltgeschehen.